# Frederiksborg Amts Avis
Frederiksborg Amts Avis er en dansk avis, der blev grundlagt i 1874 i Hillerød.

## Historie
Avisen blev grundlagt af politikeren Christen Berg og blev et stærkt talerør for Venstrereformpartiet. Avisen var fra starten ment som en direkte konkurrent til den konservative avis Frederiksborg Amts Tidende. Første nummer blev udsendt den 1. oktober 1874. De første seks uger af avisens levetid blev avisen trykt på Morgenbladets trykkeri i København. Det første nummer fra eget trykkeri skete den 12. november 1874. Fra starten havde avisen 330 abonnenter og ved første kvartals slutning var antallet nået op på 490.
Den første redaktør var H. V. Rasmussen, der i 1895 blev afløst af Sigurd Berg. Sigurd Berg havde siden 1882 været avisens redaktionssekretær.  Sigurd Berg blev i 1905 udnævnt til indenrigsminister, og Laurids Hansen blev herefter ny redaktør. En stilling han besad helt frem til 1954. 
Avisen blev i begyndelsen af 1900-tallet det førende dagblad i Nordsjælland og var samtidig den største udgivelse i koncernen De Bergske Blade. I 1905 havde avisen 3.600 abonnenter. Et tal der i 1915 var steget til 6.300 og i 1925 til 9.682.
I den periode var den eneste tilbagegang i oplaget af betydning, da avisen i 1922 skiftede fra gotiske bogstaver til fordel for latinsk skrift. Første udgave af avisen sat med latinske bogstaver udkom 29. august 1922. Ifølge avisen skete ændringen som en følge af, “at den Tid nu er forbi, da de gamle er ude af Stand til at læse den saakaldte danske Skrift”.
Den 7. januar 1955 overtog Hans Brix jobbet som chefredaktør. Efter hans død 8. maj 1960, blev Einar Jacobsen indsat i stillingen. Siden 1964 har avisen haft monopol i størstedelen af udgivelsesområdet.
I 1966 (1. halvår) var oplaget steget til 33.231 på hverdage og 37.587 på søndage. Fra efteråret 1966 begyndte en udflytning fra det hidtidige domicil i Helsingørsgade i Hillerød, hvor alle udvidelsesmuligheder efterhånden var udtømt, til et nyetableret bladhus på Milnersvej 44 i Hillerød. Det nye bladhus havde en 2-etagers hal til rotationspressen, papirlager, pakkeafdeling og en senere tilbygning husede sætteri, redaktion og ekspedition. Udflytningen var tilvejebragt i 1971.
I 1976 blev avisen uafhængig af partiet Venstre. Avisen oplevede op gennem 1980'erne store økonomiske problemer og indledte i oktober 1991 et samarbejde med Politiken, der betød at de fleste abonnenter får begge aviser. Grundet økonomien måtte avisen lukke i to uger i januar 1992. Siden har den været en aflægger af Dagbladet i Ringsted, selv om Frederiksborg Amts Avis er den største af selskabets udgivelser. I 1992 flyttede redaktionen fra Milnersvej til Slotsgade 1 i Hillerød.

### Efter år 2000
2008 blev avisen opkøbt af Sjællandske Medier.

## Oplag og læsertal
1930: 11.159
1940: 14.005
1950: 23.421
1960: 24.799
1965: 32.318
Avisen udkom mandag-lørdag i et oplag på 26.508 (Dansk Oplagskontrol, 1. halvår 2007).
I årene 2017-19 er læsertallet faldet fra 42.000 personer til 37.000 personer.